# Seznam vítězů Albánské fotbalové ligy
Seznam vítězů albánské fotbalové ligy uvádí mužstva, která se v jednotlivých ročnících albánské fotbalové ligy umístila na prvních třech místech.
| Kategoria Superiore (1930 – 2020)                                                                    |                                     |                          |                       |
| Ročník                                                                                               | Mistr                               | 2. místo                 | 3. místo              |
| 1930                                                                                                 | KF Tirana (1)                       | KF Skënderbeu Korçë      | KF Vllaznia           |
| 1931                                                                                                 | KF Tirana (2)                       | KS Teuta Durrës          |                       |
| 1932                                                                                                 | KF Tirana (3)                       | KF Vllaznia              | KS Teuta Durrës       |
| 1933                                                                                                 | KF Skënderbeu Korçë (1)             | KF Vllaznia              | KF Tirana             |
| 1934                                                                                                 | KF Tirana (4)                       | KF Skënderbeu Korçë      | KF Vllaznia           |
| • Albánské mistrovství se v roce 1935 nehrálo.                                                       |                                     |                          |                       |
| 1936                                                                                                 | KF Tirana (5)                       | KF Vllaznia              | KS Besa Kavajë        |
| 1937                                                                                                 | KF Tirana (6)                       | KF Vllaznia              | KS Besa Kavajë        |
| • Albánské mistrovství se v letech 1938 – 44 nehrálo, a to kvůli právě probíhající 2. světové válce. |                                     |                          |                       |
| 1945                                                                                                 | KF Vllaznia (1)                     | KF Tirana                |                       |
| 1946                                                                                                 | KF Vllaznia (2)                     | KS Flamurtari Vlora      |                       |
| 1947                                                                                                 | KF Partizani (1)                    | KF Vllaznia              | Dinamo Korçë          |
| 1948                                                                                                 | KF Partizani (2)                    | KS Flamurtari Vlora      |                       |
| 1949                                                                                                 | KF Partizani (3)                    | KF Vllaznia              | KS Teuta Durrës       |
| 1950                                                                                                 | KS Dinamo Tirana (1)                | KF Partizani             | KF Vllaznia           |
| 1951                                                                                                 | KS Dinamo Tirana (2)                | KF Partizani             | Puna Tiranë           |
| 1952                                                                                                 | KS Dinamo Tirana (3)                | KF Partizani             | KF Vllaznia           |
| 1953                                                                                                 | KS Dinamo Tirana (4)                | KF Partizani             | Puna Tiranë           |
| 1954                                                                                                 | KF Partizani (4)                    | KS Dinamo Tirana         | Puna Tiranë           |
| 1955                                                                                                 | KS Dinamo Tirana (5)                | KF Partizani             | Puna Tiranë           |
| 1956                                                                                                 | KS Dinamo Tirana (6)                | KF Partizani             | Puna Tiranë           |
| 1957                                                                                                 | KF Partizani (5)                    | KS Dinamo Tirana         | Puna Korçë            |
| 1958                                                                                                 | KF Partizani (6)                    | Besa                     | 17 Nëntori Tirana     |
| 1959                                                                                                 | KF Partizani (7)                    | 17 Nëntori Tirana        | KS Dinamo Tirana      |
| 1960                                                                                                 | KS Dinamo Tirana (7)                | KF Partizani             | 17 Nëntori Tirana     |
| 1961                                                                                                 | KF Partizani (8)                    | KS Dinamo Tirana         | 17 Nëntori Tirana     |
| 1962 – 1963                                                                                          | KF Partizani (9)                    | KS Dinamo Tirana         | Besa                  |
| 1963 – 1964                                                                                          | KF Partizani (10)                   | KS Dinamo Tirana         | Besa                  |
| 1964 – 1965                                                                                          | 17 Nëntori Tirana (7)               | KF Partizani             | KS Dinamo Tirana      |
| 1965 – 1966                                                                                          | 17 Nëntori Tirana (8)               | KF Partizani             | KS Dinamo Tirana      |
| 1966 – 1967                                                                                          | KS Dinamo Tirana (8)                | 17 Nëntori Tirana        | KS Besa Kavajë        |
| 1968                                                                                                 | 17 Nëntori Tirana (9)               | KF Partizani             | KS Dinamo Tirana      |
| 1969 – 1970                                                                                          | 17 Nëntori Tirana (10)              | KF Partizani             | KF Vllaznia           |
| 1970 – 1971                                                                                          | KF Partizani (11)                   | KS Dinamo Tirana         | KF Vllaznia           |
| 1971 – 1972                                                                                          | KF Vllaznia (3)                     | 17 Nëntori Tirana        | KS Dinamo Tirana      |
| 1972 – 1973                                                                                          | KS Dinamo Tirana (9)                | KF Partizani             | KS Besa Kavajë        |
| 1973 – 1974                                                                                          | KF Vllaznia (4)                     | KF Partizani             | KS Besa Kavajë        |
| 1974 – 1975                                                                                          | KS Dinamo Tirana (10)               | KF Vllaznia              | KF Partizani          |
| 1975 – 1976                                                                                          | KS Dinamo Tirana (11)               | 17 Nëntori Tirana        | KF Vllaznia           |
| 1976 – 1977                                                                                          | KS Dinamo Tirana (12)               | KF Skënderbeu Korçë      | KF Vllaznia           |
| 1977 – 1978                                                                                          | KF Vllaznia (5)                     | KS Luftëtari Gjirokastër | KF Partizani          |
| 1978 – 1979                                                                                          | KF Partizani (12)                   | 17 Nëntori Tirana        | KS Besa Kavajë        |
| 1979 – 1980                                                                                          | KS Dinamo Tirana (13)               | 17 Nëntori Tirana        | KF Vllaznia           |
| 1980 – 1981                                                                                          | KF Partizani (13)                   | KS Dinamo Tirana         | 17 Nëntori Tirana     |
| 1981 – 1982                                                                                          | 17 Nëntori Tirana (11)              | KS Flamurtari Vlora      | KS Dinamo Tirana      |
| 1982 – 1983                                                                                          | KF Vllaznia (6)                     | KF Partizani             | 17 Nëntori Tirana     |
| 1983 – 1984                                                                                          | KS Labinoti Elbasan (1)             | 17 Nëntori Tirana        | KF Partizani          |
| 1984 – 1985                                                                                          | 17 Nëntori Tirana (12)              | KS Dinamo Tirana         | KF Vllaznia           |
| 1985 – 1986                                                                                          | KS Dinamo Tirana (14)               | KS Flamurtari Vlora      | 17 Nëntori Tirana     |
| 1986 – 1987                                                                                          | KF Partizani (14)                   | KS Flamurtari Vlora      | KF Vllaznia           |
| 1987 – 1988                                                                                          | 17 Nëntori Tirana (13)              | KS Flamurtari Vlora      | KS Labinoti Elbasan   |
| 1988 – 1989                                                                                          | 17 Nëntori Tirana (14)              | KF Partizani             | KS Dinamo Tirana      |
| 1989 – 1990                                                                                          | KS Dinamo Tirana (15)               | KF Partizani             | KS Flamurtari Vlora   |
| 1990 – 1991                                                                                          | KS Flamurtari Vlora (1)             | KF Partizani             | KF Vllaznia           |
| 1991 – 1992                                                                                          | KF Vllaznia (7)                     | KF Partizani             | KS Teuta Durrës       |
| 1992 – 1993                                                                                          | KF Partizani (15)                   | KS Teuta Durrës          | KS Besa Kavajë        |
| 1993 – 1994                                                                                          | KS Teuta Durrës (1)                 | KF Tirana                | KS Flamurtari Vlora   |
| 1994 – 1995                                                                                          | KF Tirana (15)                      | KS Teuta Durrës          | KF Partizani          |
| 1995 – 1996                                                                                          | KF Tirana (16)                      | KS Teuta Durrës          | KF Partizani          |
| 1996 – 1997                                                                                          | KF Tirana (17)                      | KF Vllaznia              | KS Flamurtari Vlora   |
| 1997 – 1998                                                                                          | KF Vllaznia (8)                     | KF Tirana                | KF Partizani          |
| 1998 – 1999                                                                                          | KF Tirana (18)                      | KF Vllaznia              | KS Bylis Ballsh       |
| 1999 – 2000                                                                                          | KF Tirana (19)                      | FK Tomori Berat          | KS Teuta Durrës       |
| 2000 – 2001                                                                                          | KF Vllaznia (9)                     | KF Tirana                | KS Dinamo Tirana      |
| 2001 – 2002                                                                                          | KS Dinamo Tirana (16)               | KF Tirana                | KF Partizani          |
| 2002 – 2003                                                                                          | KF Tirana (20)                      | KF Vllaznia              | KF Partizani          |
| 2003 – 2004                                                                                          | KF Tirana (21)                      | KS Dinamo Tirana         | KF Vllaznia           |
| 2004 – 2005                                                                                          | KF Tirana (22)                      | KF Elbasani              | KS Dinamo Tirana      |
| 2005 – 2006                                                                                          | KF Elbasani (2)                     | KF Tirana                | KS Dinamo Tirana      |
| 2006 – 2007                                                                                          | KF Tirana (23)                      | KS Teuta Durrës          | KF Vllaznia           |
| 2007 – 2008                                                                                          | KS Dinamo Tirana (17)               | KF Partizani             | KS Besa Kavajë        |
| 2008 – 2009                                                                                          | KF Tirana (24)                      | KF Vllaznia              | KS Dinamo Tirana      |
| 2009 – 2010                                                                                          | KS Dinamo Tirana (18)               | KS Besa Kavajë           | KF Tirana             |
| 2010 – 2011                                                                                          | KF Skënderbeu Korçë (2)             | KS Flamurtari Vlora      | KF Vllaznia           |
| 2011 – 2012                                                                                          | KF Skënderbeu Korçë (3)             | KS Teuta Durrës          | KF Tirana             |
| 2012 – 2013                                                                                          | KF Skënderbeu Korçë (4)             | FK Kukësi                | KS Teuta Durrës       |
| 2013 – 2014                                                                                          | KF Skënderbeu Korçë (5)             | FK Kukësi                | KF Laçi               |
| 2014 – 2015                                                                                          | KF Skënderbeu Korçë (6)             | FK Kukësi                | Partizani Tirana      |
| 2015 – 2016                                                                                          | KF Skënderbeu Korçë (titul odebrán) | KF Partizani             | KS Teuta Durrës       |
| 2016 – 2017                                                                                          | FK Kukësi (1)                       | KF Partizani             | KF Skënderbeu Korçë   |
| 2017 – 2018                                                                                          | KF Skënderbeu Korçë (7)             | FK Kukësi                | Luftëtari Gjirokastra |
| 2018 – 2019                                                                                          | KF Partizani (16)                   | FK Kukësi                | KS Teuta Durrës       |
| 2019 – 2020                                                                                          | KF Tirana (25)                      | FK Kukësi                | KF Laçi               |
| 2020 – 2021                                                                                          | KS Teuta Durrës (2)                 | KF Vllaznia              | KF Partizani          |
| 2021 – 2022                                                                                          | KF Tirana (26)                      | KF Laçi                  | KF Partizani          |
| 2022 – 2023                                                                                          |                                     |                          |                       |